# Агния Барто
А̀гния Барто̀ е съветска поетеса и писателка, авторка на произведения в жанра детска литература.

## Биография и творчество
Агния Лвовна Волова Барто е родена на 4 февруари 1906 г. в Москва, Руска империя, в руско еврейско семейство. Баща ѝ е ветеринарен лекар, а майка ѝ е домакиня.
От малка се увлича по поезията. Докато учи в гимназията, посещава балетна школа. Завършва хореографско училище през 1924 г. и в продължение на година участва в балетна трупа. През 1924 г. на представлението на випускниците на хореографското училище присъства Анатолий Луначарски. Той обръща внимание на стиховете на Агния и я съветва да пише поезия. Първите ѝ стихотворения са публикувани през 1925 г.
През 1925 г. се омъжва за поета Павел Барто. Заедно с него написва 3 стихотворения. Развеждат се през 1931 г. Имат син Гарик, който загива в автомобилна катастрофа през 1945 г.
През 1936 г. е публикуван сборникът ѝ с поетични миниатюри за деца, който я прави известна и любима авторка, издавана в огромни тиражи.
По време на Втората световна война е евакуирана в Свердловск, където работи като стругар. Пише антихитлеристка патриотична поезия, чете стихове на фронта, пише статии във вестниците. През 1944 г. се завръща в Москва. Омъжва се за член-кореспондента на Академията на науките Андрей Шчегляев (Щегляев). Имат дъщеря Татяна.
През 1949 г. е издаден поетичният ѝ сборник „Стихи детям“, за който през следващата година е удостоена с държавната Сталинска премия.
В началото на 1960-те години работи в сиропиталище. В периода 1964 – 1973 г. по радиостанция „Маяк“ води предаването „Найти человека“ за откриването на деца и родители, загубили връзката си през войната. По случаите от предаването написва книгата „Найти человека“.
Автор е на сценариите за филмите „Подкидыш“ (1939), „Слон и верёвочка“ (1945), „Алёша Птицын вырабатывает характер“ (1953), „10000 мальчиков“ (1961).
В продължение на много години е председател на Асоциацията на творците на литература и изкуство за деца. Член е международното жури за Андерсеновата награда.
Агния Барто умира в Москва на 1 април 1981 г. На нея са наименувани астероидът 2279 Barto (открит през 1968 г.) и кратер на планетата Венера.

## Произведения
- Братишки (1928) – сборник поезия
- Мальчик наоборот (1934) – сборник поезия
- Игрушки (1936) – сборник поетични миниатюри
- Снегирь (1939) – сборник поезия
- Подростки (1943) – сборник поезия
- Никита (1945) – поема
- Стихи детям (1949) – сборник
- Звенигород (1948) – поема
- Найти человека (1968) – повест
Да намерим човека, изд. „Народна култура“, София (1974), прев. Зорка Иванова
- За цветами в зимний лес (1970) – сборник
- Записках детского поэта (1976) – автобиографична